# Kugatiganahalli, Malur
Kugatiganahalli là một làng thuộc tehsil Malur, huyện Kolar, bang Karnataka, Ấn Độ.